# Hieronymus Dittrich
Hieronymus Dittrich OBE (* 2. Dezember 1925 in Herne; † 1. August 2013 in Paderborn) war ein deutscher katholischer Theologe. Er war von 1973 bis 2000 Domkapitular am Paderborner Dom.

## Leben
Nach dem Studium der Theologie in Paderborn empfing Dittrich dort auch am 6. August 1952 die Priesterweihe durch Erzbischof Lorenz Jaeger. Nach einjähriger Vikarszeit in Bad Pyrmont wurde er 1954 zum Kaplan und Geheimsekretär Erzbischof Jaegers ernannt. Anschließend ging er in den Jahren 1961/62 zu weiteren Studien an die Universität Würzburg und wurde hier zum Doktor der Theologie promoviert. Nach Jahren als Religionslehrer in Paderborn wurde er 1967 zum Prosynodalrichter am Erzbischöflichen Offizialat ernannt, von 1968 an war er zugleich wissenschaftlicher Mitarbeiter an der Theologischen Fakultät in Bochum. 1973 ernannte ihn Erzbischof Jaeger zum Pfarrer der Dompfarrei St. Johannes Baptist in Paderborn und zum Domkapitular, von 1981 bis 1995 zugleich Dechant des Dekanates Paderborn, es verblieb ihm auch nach der Neuordnung der Pfarreien Paderborns 1998 die Verantwortung für die Gottesdienste im Paderborner Dom. Im Domkapitel erhielt er 1986 die Aufgabe eines Dompönitentiar, die er bis zu seiner Entpflichtung 2005 wahrnahm. Für seine Arbeit an der Förderung der deutsch-britischen Beziehungen wurde ihm 1996 von Königin Elisabeth II. die Ehrung zum Honorary Officer of the British Empire verliehen.

## Werke
- Realisierung des Glaubens – Grundzüge christlicher Lebensgestaltung nach John Henry Newman (Diss. Würzburg 1962), München, Schöningh 1966

## Auszeichnungen
- 1987: Ehrendomherrn des Kathedralkapitels von Le Mans
- 1989: Päpstlicher Ehrenprälaten
- 1996: Honorary Officer of the British Empire

| Personendaten    | Personendaten                   |
| ---------------- | ------------------------------- |
| NAME             | Dittrich, Hieronymus            |
| KURZBESCHREIBUNG | deutscher katholischer Theologe |
| GEBURTSDATUM     | 2. Dezember 1925                |
| GEBURTSORT       | Herne                           |
| STERBEDATUM      | 1. August 2013                  |
| STERBEORT        | Paderborn                       |